# Ambros Schupp
Ambros Schupp (geb. 26. Mai 1840 in Montabaur; gest. 13. November 1914 in Porto Alegre, Rio Grande do Sul, Brasilien) war ein deutsch-brasilianischer katholischer Priester, Lehrer und Schriftsteller aus dem Jesuitenorden, der 1874 nach Rio Grande do Sul in Brasilien ging. Schupp beherrschte die Sprachen Latein, Portugiesisch, Spanisch und deutsche Mundarten, die in den deutschsprachigen Regionen Südbrasiliens am bekanntesten waren (insbesondere das Riograndenser Hunsrückisch). In Brasilien arbeitete er in verschiedenen Stellen an verschiedenen Orten.
Er ist Verfasser verschiedener Schriften, wobei sein Werk über die Mucker-Bewegung besonders hervorzuheben ist. Die meisten seiner überwiegend der Kinder- und Jugendliteratur zugeordneten Werke erschienen bei der Bonifacius-Druckerei in Paderborn, oft mehrfach neu aufgelegt.

## Die „Mucker“
Sein Buch Die „Mucker“. Leben der deutschen Kolonieen Brasiliens in der Gegenwart (Paderborn, 1900) liefert nicht nur viele interessante Informationen über das Ereignis des Mucker-Aufstandes (Revolta dos Muckers) und seiner Hauptfiguren (siehe Jakobine Maurer), sondern auch Material aus dem Alltagsleben der Zeit und dem lokalen sozialen Kontext gegenüber nichtkonformem religiösem Denken und Handeln. Adilson Schultz bewertet es in der kommentierten Bibliographie zu den Muckern als einseitig und inquisitorisch.

## Publikationen
- Die „Mucker“. Leben der deutschen Kolonieen Brasiliens in der Gegenwart. Bonifatius-Druckerei, Paderborn 1900 (Digitalisat)
- Ein Besuch am La Plata
- Der Engel der Sklaven. Herder, Freiburg 1917
- Der goldene Pflug und andere Märchen
- Der Scherenschleifer von Guckleguck
- Vater Rhein
- Märchen